# Mali Kaniwzi
Mali Kaniwzi (ukrainisch Малі Канівці; russisch Малые Каневцы Malyje Kanewzy) ist ein Dorf im Osten der ukrainischen Oblast Tscherkassy mit etwa 700 Einwohnern (2001).
Die Ortschaft liegt auf etwa 100 m Höhe am Ufer des Irklij (Ірклій), einem 39 km langen, linken Nebenfluss des Dnepr, 4 km südlich vom ehemaligen Rajonzentrum Tschornobaj und 53 km nordöstlich vom Oblastzentrum Tscherkassy.
Am 12. Juni 2020 wurde das Dorf ein Teil der neugegründeten Siedlungsgemeinde Tschornobaj, bis dahin war es Teil der Landratsgemeinde Welyki Kaniwzi (Великоканівецька сільська рада/Welykokaniwezka silska rada) im Westen des Rajons Tschornobaj (Welyki Kaniwzi/Великі Канівці ist 6 km südlich gelegen).
Am 17. Juli 2020 kam es im Zuge einer großen Rajonsreform zum Anschluss des Rajonsgebietes an den Rajon Solotonoscha.

## Söhne und Töchter der Ortschaft
- Mychajlo Draj-Chmara (1889–1939); ukrainischer Poet, Übersetzer und Linguist
- Mykola Tomenko (ukrainisch Микола Володимирович Томенко; * 11. Dezember 1964), ukrainischer Politiker